# Lotella schuettei
Lotella schuettei är en fiskart som beskrevs av Steindachner, 1866. Lotella schuettei ingår i släktet Lotella och familjen Moridae. Inga underarter finns listade i Catalogue of Life.